# Nicolas Kettel
Nicolas Kettel (Dudelange, 17 décembre 1925 – 7 avril 1960) est un footballeur luxembourgeois qui évoluait au poste d'attaquant.

## Biographie
Avec la sélection luxembourgeoise, il participe aux Jeux olympiques de 1948, inscrivant un but contre l'Afghanistan. La sélection luxembourgeoise est éliminée au premier tour.
Kettel meurt à l'âge de 34 ans dans un accident de voiture.